# FC Malamuk
FC Malamuk este un club de fotbal din Groenlanda care evoluează în Coca Cola GM.

## Palmares
- Coca Cola GM: 1
  - Campioana : 2004